# Impages
Impages là một chi ốc biển, là động vật thân mềm chân bụng sống ở biển trong họ Terebridae, họ ốc dài.

## Các loài
Các loài thuộc chi Impages bao gồm:
- Impages aciculina (Lamarck, 1822)[2]
- Impages anomala (Gray, 1834)[3]
- Impages apicitincta (G.B. Sowerby III, 1900)[4]
- Impages bacillus (Deshayes, 1859)[5]
- Impages cernohorskyi (Burch, 1965)[6]
- Impages cinerea (Born, 1778)[7]
- Impages continua (Deshayes, 1859)[8]
- Impages daniae (Aubry, 2008)[9]
- Impages escondida Terryn, 2006[10]
- Impages hectica (Linnaeus, 1758)[11]
- Impages inconstans (Hinds, 1844)[12]
- Impages marqueti (Aubry, 1994)[13]
- Impages maryleeae Burch, 1965[14]
- Impages nana (Deshayes, 1859)[15]
- Impages nassoides (Hinds, 1844)[16]
- Impages salleana (Deshayes, 1859)[17]
- Impages stylata (Hinds, 1844)[18]
- Impages trilineata Bozzetti, 2008[19]